# Star Wars - The Old Republic: Revan
Star Wars - The Old Republic: Revan è un romanzo del 2011 scritto da Drew Karpyshyn e facente parte dell'Universo espanso di Guerre stellari. È stato pubblicato in originale dalla Del Rey Books, il 15 novembre 2011 e tradotto in italiano nel 2012 da Multiplayer.it Edizioni. Il libro è il primo della serie The Old Republic, ispirata al videogioco MMORPG Star Wars: The Old Republic, e ambientata nel periodo della Vecchia Repubblica, 3622 anni prima degli eventi del film La minaccia fantasma.